# رباعي فلوريد الكبريت
رباعي فلوريد الكبريت هو مركب كيميائي من عنصري الكبريت والفلور، له الصيغة الكيميائية SF4، ويكون على شكل غاز عديم اللون، له رائحة واخزة.

## التحضير
حضر المركب لأول مرة سنة 1929 من قبل العالمين الألمانيين يوزيف فيشر Joseph Fischer و فيرنر ينكنر Werner Jaenckner من تفاعل فلوريد الكوبالت الثلاثي مع الكبريت.
يحضر المركب حالياً من التفاعل المباشر بين عنصري الفلور والكبريت:
{\displaystyle \mathrm {S+2\ F_{2}\longrightarrow SF_{4}} }
يمكن استعمال عوضاً عن الفلور مركب ثلاثي كلورو فلورو الميثان.
أما مخبرياً فيمكن أن تتم عملية التحضير من تفاعل ثنائي كلوريد الكبريت مع فلوريد الصوديوم:
{\displaystyle \mathrm {3\ SCl_{2}+4\ NaF\longrightarrow SF_{4}+4\ NaCl+S_{2}Cl_{2}} }
{\displaystyle \mathrm {SCl_{2}+4\ NaF+Cl_{2}\longrightarrow SF_{4}+4\ NaCl} }

## الخواص
يكون المركب على شكل غاز عديم اللون له رائحة واخزة في الشروط القياسية من الضغط ودرجة الحرارة، وهو يتفاعل بعنف مع الماء ويصدر حمض هيدروفلوريك المخرش.
للمركب بنية جزيئية وفق الشكل المتأرجح (مثل شكل لعبة التوازن)، وذلك حسب نظرية فيسبر.

## الاستخدامات
يستخدم مركب رباعي فلوريد الكبريت ككاشف مهم لتحضير مركبات فلوروكربون العضوية.
كما أنه عامل مهم في الفلورة في الاصطناع العضوي، إذ يستخدم مثلاً من أجل تحويل مجموعات COH و C=O إلى CF و CF2 على الترتيب.